# Reber Manufacturing Company
Die Reber Manufacturing Company war ein US-amerikanischer Hersteller von Automobilen.

## Vorgeschichte
James C. Reber gründete 1892 die Acme Manufacturing Company zur Herstellung von Fahrrädern der Marken Acme und Stormer.
1900 begann Reber, mit einem von ihm konstruierten Automobil zu experimentieren. Offenbar plante er früh die Einrichtung einer Automobilfabrikation, denn die Reber Manufacturing Company war ein Ableger der Acme Manufacturing Company. Diese wiederum wurde an die Fahrrad-Holdinggesellschaft American Bicycle Company (A.B.C.) von Albert Augustus Pope verkauft, der ein Monopol anstrebte. Ein Datum für die Verkaufsabwicklung liegt nicht vor, doch bestand A.B.C. nur von Ende 1899 bis 1901. Immerhin lässt sich somit die Einrichtung von Rebers Motorfahrzeugabteilung auf das Jahr 1900 oder 1901 festlegen.

## Unternehmensgeschichte

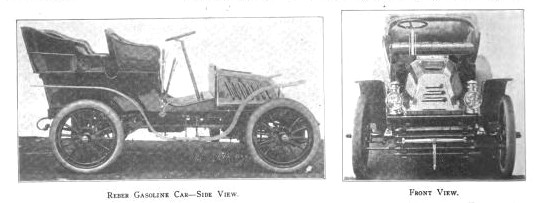
1902 Reber Type IV Model A rear entrance Tonneau (1902).

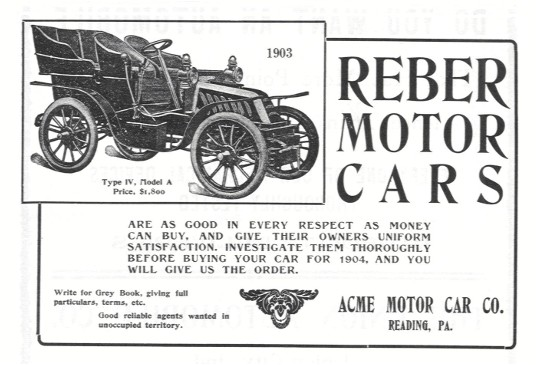
Diese Anzeige der Acme Motor Car Company von 1903 bewirbt den Reber noch für 1904. Die tatsächliche Produktion ist nur bis 1903 nachweisbar.

Formell wurde das Unternehmen indes erst 1902 gegründet. Unzufrieden mit seinem Prototyp, holte sich Reber technische Unterstützung von James Heaslet, einem Ingenieur, den er bei Autocar in Ardmore (Pennsylvania) abgeworben hatte. Der Type IV, Model A, der dann auf den Markt kam, hatte einen Zweizylindermotor unbekannter Herkunft und eine Motorhaube „französischen“ Stils, womit zu dieser Zeit eine nach vorn abfallende Motorhaube gemeint ist. Der Aufbau wird als fünfsitziges Tonneau mit Heckeinstieg zum Fond beschrieben. Abbildungen zeigen große Ähnlichkeit mit dem Autocar Type VII. Aus ihnen lässt sich auch entnehmen, dass der Reber Wasserkühlung hatte; der Kühler ist gut sichtbar vor der Vorderachse angebracht. Diese Bauweise entspricht jener von zeitgenössischen Darracq, De Dion-Bouton oder C.G.V.; bei Renault war der Kühler stets hinter dem Motor angeordnet. Weitere technische Angaben fehlen. Mit einem Verkaufspreis von US$ 1800,- lag das Fahrzeug ihm oberen Bereich seines Marktsegments.
Bald änderte Reber seine Absichten. Er holte mit Viktor Jakob einen Ingenieur von Daimler aus Deutschland und richtete im Juni 1903 die Acme Motor Car Company ein. Das neue Unternehmen verkaufte den Reber noch für kurze Zeit und stellte 1904 auf die von Jakob entwickelten Modelle um. Denkbar ist, dass der Reber zunächst als Ergänzung zum größeren Acme 16 hp weiter gebaut erden sollte; die Quellen sprechen indes von einem Produktionsende noch 1903.

## Modellübersicht
| Bauzeit | Modell      | Zylinder | Leistung (PS) | Aufbau                         | Listenpreis |
| ------- | ----------- | -------- | ------------- | ------------------------------ | ----------- |
| 1902    | Reber 12 HP | 2        | 12            | Rear Entrance Tonneau 5-sitzig | US$ 1800,-  |